# Salvia vialis
Salvia vialis là một loài thực vật có hoa trong họ Hoa môi. Loài này được Brandegee miêu tả khoa học đầu tiên.